# Michał Chmielnicki

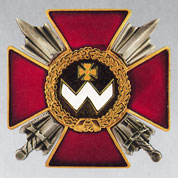
Ukraiński Order Bohdana Chmielnickiego II klasy z herbem Abdank

Michał Chmielnicki (ukr. Михайло Хмельницький; ur. w XVI wieku, zm. 1620) – ziemianin, podstarości czehryński, ojciec Bohdana Chmielnickiego, hetmana kozackiego w czasie powstania w 1648 roku.

## Biografia
Michał Chmielnicki po raz pierwszy pojawia się w źródłach w otoczeniu hetmana polnego Stanisława Żółkiewskiego, jako zamieszkały w chutorze Lisianka w starostwie białocerkiewskim. Następnie występuje u boku wojewody ruskiego Jana Daniłowicza, od 1616 roku również starosty korsuńskiego. Daniłowicz mianował Chmielnickiego podstarościm w Czehryniu. Na tym stanowisku Chmielnicki założył chutor Subotów, nad Taśminą, w niedużej odległości od Czehrynia, gdzie osiadł.
W 1620 wraz z synem Bohdanem udał się na wyprawę wołoską, w czasie której poległ w bitwie pod Cecorą, a jego syn dostał się do niewoli.

## Kwestia pochodzenia
Kwestia jego szlachectwa pozostaje sporna. Ukraińskie opracowania, jak Encyklopedia ukrainoznawstwa, przyjmują fakt szlachectwa za bezsporny (miał pieczętować się herbem Abdank). Podobnie trudno sądzić, by nie-szlachcica dopuszczono do sprawowania godności.
Z drugiej strony wyłaniają się inne kwestie dyskusyjne. Herb Abdank, którym rzekomo miał się pieczętować Michał Chmielnicki jest jednym z najstarszych polskich herbów, ale w żadnym herbarzu nie figuruje przy nim nazwisko Chmielnicki. Wśród hipotez wyróżnia się także stanowisko Tomasza Padury, który – opierając się na XVII-wiecznym rękopisie pochodzącym z archiwum książąt Szeremietiewów, przechowywanego w Moskwie (dokładnie z notatki znajdującej się przy liście Fiedora Wasilewicza Buturlina, wojewody i namiestnika muromskiego, pisanym z Czechrynia d. 15 s. st. czerwca 1657 do Wasyla Borysowicza Szeremietiewa, wojewody i hetmana wojsk cara Aleksieja Michajłowicza) – twierdził, że Michał Chmielnicki był żydowskim rzeźnikiem z Chmielnika na Podolu o imieniu Berko. Berko był wyznawcą judaizmu, ale postanowił zmienić wyznanie na katolicyzm – chrztu dokonał kapelan zamkowy, nadając chrześcijańskie imię Michał i tworząc nazwisko od nazwy miejscowości. Wersję tę powtarzał za Padurą Franciszek Rawita-Gawroński, który jednak nie dotarł do oryginału wskazywanego przez Padurę, przy czym sugerował, że notatki te zostały świadomie usunięte, aby zakamuflować prawdziwe pochodzenie samego Bohdana Chmielnickiego.
Z kolei Bohdan Chmielnicki, syn Michała, w liście z 15 sierpnia 1649 pisanym pod Zborowem nazywa się „urodzonym” (szlachcicem), jednak Jerzy Chmielnicki, syn Bohdana, został nobilitowany w 1659.
Zdaniem Myrona Korduby, Michał Chmielnicki nie miał nic wspólnego ani z mieszczanami kijowskimi Chmielami, ani z mitycznym Berkiem z Chmielnika.

## Literatura dodatkowa
- Miron Korduba: Chmielnicki Michał. W: Polski Słownik Biograficzny. T. 3: Brożek Jan – Chwalczewski Franciszek. Kraków: Polska Akademia Umiejętności – Skład Główny w Księgarniach Gebethnera i Wolffa, 1937, s. 336–337. Reprint: Zakład Narodowy im. Ossolińskich, Kraków 1989, ISBN 83-04-03291-0.